# ربکا زلوتوفسکی
ربکا میریام کلارا زلوتوفسکی (فرانسوی: Rebecca Myriam Clara Zlotowski‎؛ زادهٔ ۲۱ آوریل ۱۹۸۰) کارگردان و فیلم‌نامه‌نویس فرانسوی است. او از سال ۲۰۰۶ میلادی تاکنون مشغول فعالیت بوده‌است، از فیلم‌هایی که ربکا زلوتوفسکی آنها را کارگردانی کرده‌است می‌توان افلاک نما، خار زیبا و گرند سنترال را نام برد.